# Montoro Superiore
Pour les articles homonymes, voir Montoro.
Montoro Superiore est une ancienne commune italienne, maintenant une frazione de Montoro, située dans la province d'Avellino, dans la région Campanie, dans le sud de l'Italie.
Le 3 décembre 2013, Montoro Superiore a fusionné avec sa voisine Montoro Inferiore pour former la nouvelle commune de Montoro.

## Administration
| Période                                  | Période | Identité | Étiquette | Qualité |
| ---------------------------------------- | ------- | -------- | --------- | ------- |
|                                          |         |          |           |         |
| Les données manquantes sont à compléter. |         |          |           |         |

### Hameaux
Aterrana, Banzano, Caliano, Chiusa, Sant'Eustachio, San Pietro, Torchiati

### Communes limitrophes
Calvanico, Contrada (Italie), Fisciano, Solofra